# Couto Misto
Couto Misto var en de facto självständig, men ej erkänd, mikrostat som existerade från 900-talet fram till 1868. Couto Misto var beläget i gränslandet mellan Spanien och Portugal i regionen Galicien. Den bestod av byarna Santiago de Rubiás (som även fungerade som huvudstad), Meaus och Rubiás med omkringliggande landområden. Detta motsvarar områden i nuvarande spanska kommunerna Calvos de Randín och Baltar samt en liten del av den nuvarande portoguisiska kommunen Montalegre. Totalt omfattade Couto Misto en landyta på 27 kvadratkilometer.
Namnet Couto Misto betyder ungefär Förenade gränsstenar och tros anspela på den typ av gränsmärken i sten som ofta användes under medeltiden för att märka ut gränserna mellan feodala godsherrars olika landområden. 
Exakt när Couto Misto bildades är oklart. De flesta historiker är dock överens om att det var en successiv process som pågick mellan 900-talet till 1100-talet. Orsaken till dess uppkomst var en rad komplicerade kryphål i Galiciens feodala godssystem som innebar att varken Spanien eller Portugal kunde göra något lagligt anspråk på landområdet. Detta möjliggjorde för Couto Misto att undvika både portuguisisk och spansk överhöghet under cirka 900 års tid och fungerade i praktiken som en självständig stat med ett eget parlament och en egen regering under denna tid. Dess invånare slapp även att betala skatter som gällde invånare i övriga Spanien och Portugal och var även undantagna från militärtjänstgöring i båda rikena. 
Couto Misto upphörde att existera genom ett gemensamt fördrag som ingicks mellan Spanien och Portugal undertecknade den 29 september 1864 och som reglerade båda ländernas nationsgränser. Detta innebar att större delen av Couto Misto och dess omkring 800 invånare tillföll Spanien och en mindre del till Portugal. Spaniens annektering av Couto Misto slutfördes formellt den 23 juni 1868.